# 一切法不受悖論
「一切法不受」是佛教有名的悖論，語出大智度論卷一。其大意為：舍利弗的舅舅-長爪梵志-主張「一切法不受」的理論。世尊就問他：「你說你一切法不受，那你對自己主張的理論受不受呢？」長爪梵志被世尊一問，馬上警覺到自己這個主張是一種自我矛盾的悖論。因為：如果答說「不受」，那他這個主張就沒意義；如果答說「受」，那又與一切法不受的主張矛盾。如是進退失據，於是，就皈順於世尊了。